# Moving Pictures
Moving Pictures är Rushs åttonde studioalbum, släppt den 28 februari 1981. Albumet hör till gruppens mest framgångsrika. Det har sålt 4x platina i USA och nådde tredjeplatsen på Billboard 200.
Å 2010 gjordes en dokumentär om inspelningen av albumet i serien Classic Albums.

## Låtlista
Samtliga låtar skrivna av Geddy Lee, Alex Lifeson och Neil Peart, om annat inte anges.
Sida ett
1. "Tom Sawyer" (Pye Dubois/Geddy Lee/Alex Lifeson/Neil Peart) – 4:33
2. "Red Barchetta" – 6:10
3. "YYZ" – 4:26
4. "Limelight" – 4:19

Sida två
1. "The Camera Eye" – 11:01
2. "Witch Hunt" – 4:45
3. "Vital Signs" – 4:46